# 館腰村 (宮城県)
館腰村（たてこしむら）は、1889年から1955年まで日本の宮城県名取郡にあった村である。名取郡の中央部にあり、仙台平野（名取平野）の農村であった。合併により現在は名取市の一部である。

## 概要
1889年（明治22年）の町村制施行にともない、名取郡植松村、飯野坂村、堀内村及び本郷村の区域をもって、館腰村が発足する。国道4号（陸羽街道）と東北本線が通る要路上にあったが、館腰駅ができたのはずっと後の1985年（昭和60年）になる。仙台市の人口膨張もこの頃は館腰まで及ばず、農村地帯として推移した。
1955年（昭和30年）に周辺町村と合併して名取町を作り、これが名取市になって現在に至る。宮城県が示した合併案では館腰村は南北に分かれ、北の植松と飯野坂が増田町などと一緒に、南の堀内と本郷は岩沼町などと一緒になることが想定されていたが、住民投票によって全村が増田のほうにつくことになった。
館腰村にあたる4か村の人口は明治初年に2483人であった。名取町が発足時の1955年の人口は4648人であった。

## 行政

### 村長
- 宮城慎吾 1889年（明治22年）4月23日 - 1893年（明治26年）4月22日[4]
- 長田孝吉 1883年（明治26年）4月24日 - 1885年（明治28年）3月6日
- 高橋甚左エ門 1885年（明治28年）3月13日 - 1899年（明治32年）3月12日
- 桜田保 1899年（明治32年）3月14日 - 1907年（明治40年）3月26日
- 堀内英力 1907年（明治40年）7月6日 - 1909年（明治42年）9月6日
- 桜田保 1909年（明治42年）9月17日 - 1910年（明治43年）5月13日
- 佐竹五郎兵衛 1910年（明治43年）7月7日 - 1913年（大正2年）2月20日
- 瀬野尾正平 1913年（大正2年）4月7日 - 1921年（大正10年）4月10日
- 斉藤嘉七 1921年（大正10年）5月20日 - 1933年（昭和8年）1月22日
- 桜田実 1933年（昭和8年）3月4日 - 1945年（昭和20年）3月21日
- 菅野健磨 1945年（昭和20年）4月17日 - 1946年（昭和21年）11月24日
- 斉藤才吉 1947年（昭和22年）4月6日 - 1955年（昭和30年）3月31日

## 教育
1873年（明治6年）に植松村に作られた植松小学校が、館腰村成立時に館腰小学校と改称した。館腰中学校は、1947年（昭和22年）に新設された。名取市になってから、名取市立第一中学校に統合して廃止された。
- 館腰村立館腰小学校
- 館腰村立館腰中学校